# Иисус бен Пантира
Иисус бен Пантира (יֵשׁוּ [Yēšū], Иисус, сын Пантеры» или Пандеры) — один из вариантов обозначения Иисуса из Назарета в текстах Талмуда.

## Раввинская биография Иисуса
В талмудической литературе I века н. э. нет упоминания об Иисусе. В более поздних частях Талмуда и в Мидраше Иисус упоминается в связи с полемикой против христианства и христологических истолкований Танаха, однако эти упоминания весьма немногочисленны. Талмуд, упоминая Иисуса, называет его «Бен Пантера» или «Бар Пандера» («сыном Пантеры (Пандеры)»), но ничего не сообщает по этому поводу. При этом есть существенные сомнения по вопросу о том, действительно ли они относятся к Иисусу христианства (например, они датируют время его жизни серединой I века до н. э., то есть на половину столетия раньше Иисуса из Назарета).
Ориген (сочинение «Против Цельса», I 32—33) приводит антихристианский рассказ Цельса (II век) о рождении Иисуса Марией от (римского?) солдата по имени Пантера.
Цельс пишет об этом в своём «Правдивом слове» в 178 году. Известный раввин I века Элиезер бен Гирканос сообщает об учении, которое ему рассказал в Сепфорисе последователь Иисуса по имени Иаков из Сихнина. Есть предположение, что это сын или внук Иуды, брата Иисуса, известного лидера ранней Церкви. По словам Бен Гирканоса, Иаков проповедовал учение во имя «Иисуса сына Пантеры».
Христианский богослов Епифаний Кипрский в трактате Панарион IV века пишет, что в высказывании «Иисус сын Пантеры» есть доля правды. Объясняет это тем, что отец Иосифа Обручника был известен как Иаков Пантера. Иоанн Дамаскин проповедовал, что прадеда Марии звали Пантера.
В 1906 году германский историк Адольф Дейсман опубликовал статью «Имя Пантеры». В ней он доказал, что это имя являлось излюбленным именем римских солдат в библейский период. Также он привёл множество примеров сохранившихся римских надписей, в том числе надгробий. В частности, он приводит надпись на надгробном памятнике римского солдата, обнаруженном в 1859 году на римском кладбище в Бингербрюке. Надпись гласит:
Тиберий Юлий Абдес Пантера из Сидона, 62 лет солдат 40 лет службы 1-й когорты лучников покоится здесь
С распространением христианства весь еврейский народ начинают изображать в церковной литературе как народ-богоубийцу; жестокие преследования евреев в Средневековье приводят к тому, что образ Иисуса в сознании евреев становится символом бедствий народа и в еврейском фольклоре приобретает всё более отрицательные черты.

## Возможное происхождение
Наименование «Бен Пантера» (сын Пантеры) предположительно произошло из непреднамеренного или же умышленного искажения употребляемого христианами титула «Сын Девы» — υιος της παρθενου (parthenu).